# Bradford (Park Avenue) AFC
Bradford (Park Avenue) Association Football Club is een Engelse voetbalclub uit Bradford. De club werd opgericht in 1907 en komt uit in de Northern Premier League, de zevende divisie van het Engels voetbalsysteem. Wedstrijden worden afgewerkt in het Horsfall Stadium, dat plaats biedt aan 3.500 toeschouwers.
Al een jaar na oprichting, deed de club in 1908 een succesvolle aanvraag om te kunnen spelen in de toenmalige Second Division. In 1914 promoveerde de club naar de hoogste voetbalafdeling van Engeland. Het eerste seizoen in Division One behaalde Bradford gelijk hun hoogste eindklassering in haar bestaan. Na de Eerste Wereldoorlog ging het snel bergafwaarts met de club. Na een elfde plaats in 1920 degradeerde de club tweemaal achter elkaar. De club speelde de jaren daarna zelden een rol van betekenis. Drie keer (in 1913, 1920 en 1946) werd er de kwartfinale behaald van de FA Cup.
Halverwege de jaren zestig begonnen de problemen voor Bradford zich op te stapelen. Van 1967 tot 1970 eindigde de club eenmaal een-na-laatste en driemaal als laatste in de Engelse league. Elk jaar kon Bradford zich redden via herverkiezing, totdat het krediet in 1970 definitief op was en de club uit de league werd gehaald ten faveure van Cambridge United FC.

## Geschiedenis

### Het eerste Bradford Park Avenue
De club stond oorspronkelijk bekend als Bradford Football Club, een rugbyclub die lid was van de Rugby Football Union. Het succes van stadsburen Manningham na de overstap naar voetbal (waar het werd omgedoopt tot Bradford City AFC), deed de club ertoe besluiten om in 1907 rugby te verruilen voor voetbal. De rugbyclub had echter eerder al wel een voetbalafdeling van 1895 tot 1899, voordat deze stop werd gezet door het toenmalige bestuur. In mei 1907 deed de club een verzoek tot deelname aan de English Football League, zonder succes, om vervolgens toe te treden tot de Southern League. Een jaar later werd Bradford wel toegelaten tot de Football League en werden ze ingedeeld in de Second Division. Bradford werd vervolgens omgevormd tot een naamloze vennootschap (vandaar dat 1907 wordt gezien als oprichtingsdatum) en speelde zijn eerste Football League-wedstrijd thuis tegen Hull City (1-0 winst).

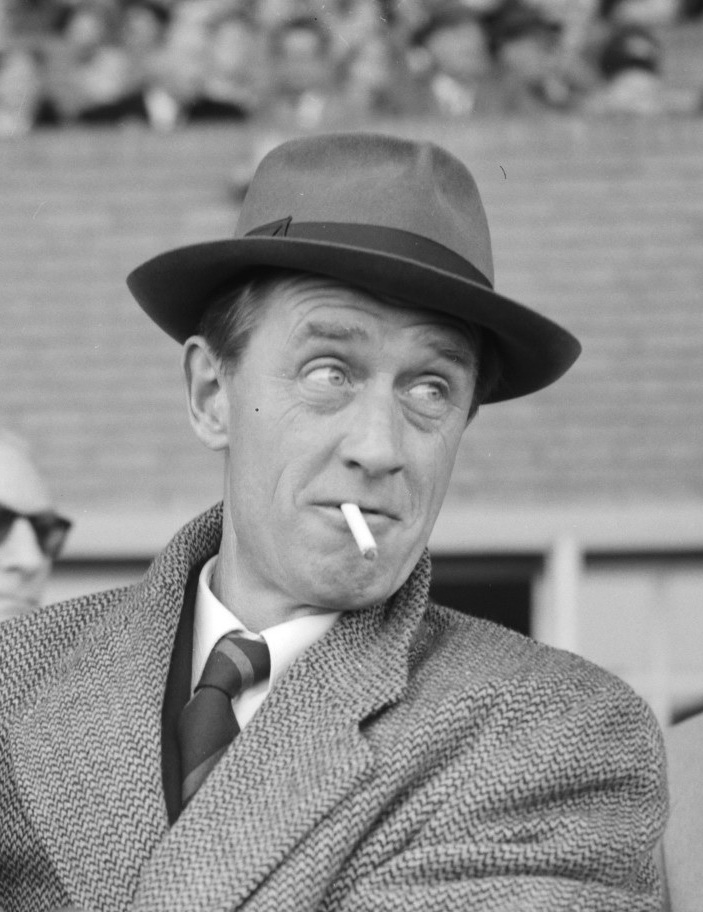
Vic Buckingham was van 1951 tot 1953 coach van Bradford Park Avenue. Hij zou een aantal jaar later als trainer van Ajax landskampioen worden.

In het seizoen 1912/13 reikte Bradford tot de kwartfinale van de FA Cup, onder meer eersteklasser Sheffield Wednesday werd in de weg daarnaartoe uitgeschakeld. Een jaar later werd de ploeg vice-kampioen in de competitie en promoveerde het naar het hoogste niveau. Uitblinker bij Bradford destijds was de Engelse spits Jimmy Smith die in twee seizoenen achtenveertig doelpunten wist te maken. Op het hoogste niveau deed de ploeg goed mee en eindigde het uiteindelijk in de middenmoot. Na de Eerste Wereldoorlog haalde Bradford weer de kwartfinale van de beker, maar degradeerden het volgende seizoen naar de Second Division. Hierna volgde gelijk nog een degradatie waardoor de ploeg afzakte naar het derde niveau. In 1928 werden ze, mede dankzij de veelscorende Ken MacDonald, kampioen en promoveerden ze weer terug naar het tweede niveau. De ploeg haalde wisselende resultaten in de competitie en er gebeurde in de komende decennia weinig noemenswaardig
Het eerste voetbalseizoen na de oorlog werd geen competitievoetbal gespeeld, maar wel het toernooi om de FA Cup. Hierin bereikte Bradford voor de derde keer in de historie de kwartfinale, waarin het in een tweeluik met ruime cijfers (8-2) verloor van Birmingham City FC. In 1950 degradeerde Bradford naar het laagste profniveau en ging het steeds minder met de ploeg. In het seizoen 1955/56 eindigden ze als een-na-laatste maar werden ze herverkozen en mochten ze in de Football League blijven. Bradford's laatste succes in de Football League vond plaats in 1961, toen ze met een vierde plaats promotie afdwongen. Halverwege de jaren zestig begonnen de problemen voor Bradford zich op te stapelen. Na terug gedegradeerd te zijn naar de Fourth Division eindigde de club van 1967 tot 1970 eenmaal een-na-laatste en driemaal als laatste in de Engelse league. Elk jaar kon Bradford zich redden via herverkiezing, totdat het krediet in 1970 definitief op was en de club uit de league werd gehaald ten faveure van Cambridge United FC.
Bradford begon opnieuw in de Northern Premier League met grotendeels dezelfde selectie als in het voorgaande seizoen. Het overlijden van voorzitter Herbert Metcalfe op 24 oktober bracht de toekomst van de club in twijfel. Zijn financiële steun was van vitaal belang geweest en nu moest de club verkopen om te overleven. De resultaten waren slecht en nadat ze als veertiende waren geëindigd, ontving hun aanvraag voor lidmaatschap bij de Football League slechts één steunstem. In 1973 werd Park Avenue noodgedwongen verkocht en Bradford Park Avenue mocht op Valley Parade, het stadion van Bradford City, hun wedstrijden afwerken. Een jaar later werd de ploeg failliet verklaard. De laatste wedstrijd van de club trok slechts een kleine 700 toeschouwers.

### Heroprichting
Hierna werd de club door supporters heropgericht en ging het zondagvoetbal spelen in de onderste regionen van het Engelse amateurvoetbal. In 1988 keerde Bradford Park Avenue terug naar het zaterdagvoetbal. De zondagtak zou uiteindelijk nog blijven bestaan tot 1992. Drie jaar later werd Bradford Park Avenue kampioen, mocht het toetreden tot de Northern Premier League en verhuisde het naar de huidige thuisbasis, het Horsfall Stadium. In het seizoen 2004/05 nam de ploeg deel aan het inaugurele seizoen van de Conference North, een nieuwe competitie op het zesde niveau van het Engelse voetbal. De ploeg degradeerde echter twee seizoenen op rij. Na twee promoties is de ploeg met ingang van het seizoen 2012/13 weer terug in de Conference North, dat sinds de naamsverandering van 2015 National League North heet.

## Bekende (oud-)spelers
- Kemy Agustien (2019)
- Ron Greenwood (1945–1949)